# Кришталевий череп

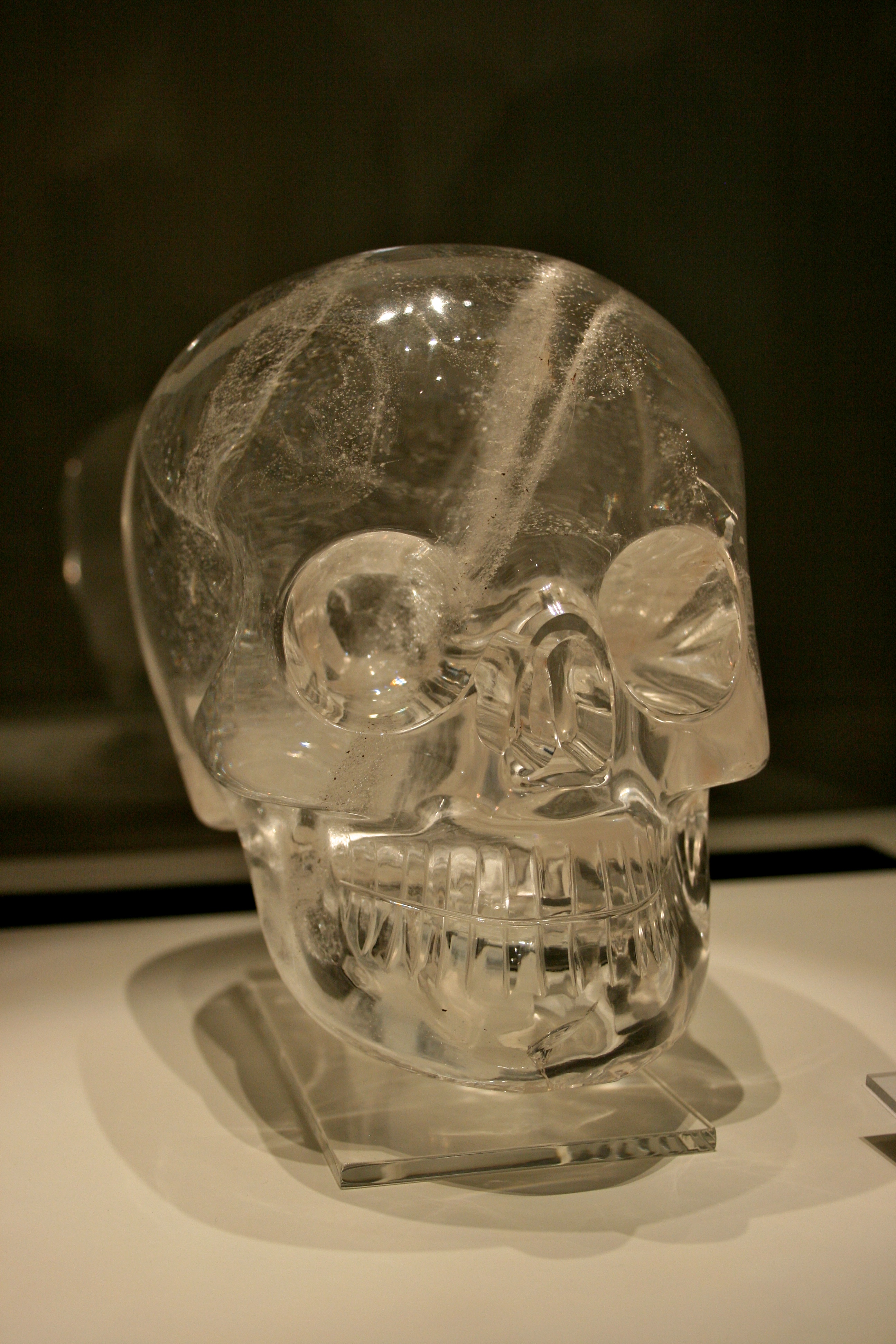
Кришталевий череп в Британському музеї.

Кришталевий череп — модель людського черепа, виготовлена з цілісного шматка гірського кришталю або димчастого кварцу, котрій приписується мезоамериканське доколумбове походження.

## Знахідка
З середини XIX століття в західних виданнях почали з'являтися повідомлення про крихітні кришталеві черепи, які торговці доколумбовими старожитностями видавали за спадщину цивілізацій ацтеків, мая і ольмеків, стверджуючи при цьому, що вік черепів не менше 500 років.
У XXI столітті у світі відомо 12 черепів такого типу, виготовлених з гірського кришталю, чий виготовлювач (або виробники) невідомий. 9 з них перебувають у приватних колекціях. Решта виставлені у Вашингтонському музеї Смітсонівського інституту, Паризькому Музеї примітивного мистецтва і в Британському музеї. Експонати зображують людський череп у натуральну величину і нібито здобуті в джунглях Гватемали антикваром Еженом Бобаном, що був археологічним радником при мексиканському імператорі Максиміліані.

## Виявлення фальсифікації
Згодом дослідження двох черепів Бобана, проведені науковцями з Великої Британії та США, встановили, що вони були виготовлені в XIX і XX століттях, причому досить грубим способом. Дослідники використовували прискорювачі елементарних часток і ультрафіолетовий сканер. Свою роботу міжнародна група дослідників опублікувала в піку фільму «Індіана Джонс і Королівство кришталевого черепа», який щойно вийшов на екрани. Науковці виявили, що на поверхні британського зразка черепа є сліди від поворотного круга з абразивом (корунд і алмаз), що застосовувався в XIX столітті. Бовванець (надібок) був відрізаний інструментом сучасного типу і відшліфований обертовим диском. На «Смітсоніанському» черепові виявлені сліди карборунду і сучасних абразивних матеріалів. При цьому відомо, що в доколумбовій Америці колесо не було навіть відоме. Використаний для виробів кварц виявився родом не з Америки, а з Швейцарії чи Німеччини. Таємницю виготовлення міг знати антиквар Ежен Бобан, який помер в 1909 році.

## У мистецтві
Навіть незважаючи на доведеність фальшивки, багато загадок кришталевих черепів досі продовжують цікавити і простих людей, і дослідників. Тема наділених надприродними властивостями кришталевих черепів час від часу спливає в масовій культурі — наприклад, в телесеріалах «Зоряна брама» (епізод «Кришталевий череп») і «Veritas: у пошуках істини» (3 епізод), у фільмі Саймона Вінсера «Фантом» (1996), у фільмі Стівена Спілберга «Індіана Джонс і Королівство кришталевого черепа» (2008) та фільмі «Кришталеві черепи» (2014) і у відеоіграх Nancy Drew: Legend of the Crystal Skull, Soulbringer, Serious Sam, Return to Castle Wolfenstein і Assassin's Creed.